# Rosemary Payne
Christine Rosemary Payne, z domu Charters, obecnie Chrimes, (ur. 19 maja 1933 w Kelso) – brytyjska lekkoatletka, specjalistka rzutu dyskiem, dwukrotna medalistka igrzysk Brytyjskiej Wspólnoty Narodów, olimpijka.
Na igrzyskach olimpijskich i mistrzostwach Europy reprezentowała Wielką Brytanię, a na igrzyskach Brytyjskiej Wspólnoty Narodów Szkocję.
Zajęła 10. miejsce w rzucie dyskiem na igrzyskach Imperium Brytyjskiego i Wspólnoty Brytyjskiej w 1958 w Cardiff oraz 4. miejsce w tej konkurencji na igrzyskach Imperium Brytyjskiego i Wspólnoty Brytyjskiej w 1966 w Kingston. Zajęła 9. miejsce na mistrzostwach Europy w 1969 w Atenach.
Zwyciężyła w rzucie dyskiem na igrzyskach Brytyjskiej Wspólnoty Narodów w 1970 w Edynburgu. Zajęła 12. miejsca na mistrzostwach Europy w 1971 w Helsinkach i na igrzyskach olimpijskich w 1972 w Monachium. Zdobyła srebrny medal na igrzyskach Brytyjskiej Wspólnoty Narodów w 1974 w Christchurch, przegrywając jedynie z Kanadyjką Jane Haist, a także zajęła 7. miejsce w pchnięciu kulą. Zajęła 11. miejsce w rzucie dyskiem na mistrzostwach Europy w 1974 w Rzymie
Była mistrzynią Wielkiej Brytanii (WAAA) w rzucie dyskiem w 1966, 1967, 1972 i 1973, wicemistrzynią w 1964, 1969 i 1974 oraz brązową medalistką w 1965 i 1971, a także halową wicemistrzynią w pchnięciu kulą w 1967 i brązową medalistką w tej konkurencji w 1972.
Szesnaście razy poprawiała rekord Wielkiej Brytanii w rzucie dyskiem do wyniku 58,02 m, uzyskanego 3 czerwca 1972 w Birmingham. Był to również najlepszy wynik w jej karierze.
Później startowała z powodzeniem w zawodach weteranów.
Jej mężem był przez pewien czas Howard Payne, lekkoatleta specjalizujący się w rzucie młotem, trzykrotny mistrz igrzysk Brytyjskiej Wspólnoty Narodów i trzykrotny olimpijczyk.